# 心雜音
心雜音是血流通過心臟瓣膜時產生的心音，可以用聽診器聽見。
心雜音有兩種類型。功能性雜音（生理雜音）主要由心臟以外的生理構造造成；病理性雜音則是由心臟構造異常所引起。功能性雜音是良性、無害的。 
心雜音可能由很多問題造成，如血管狹窄、瓣膜脫垂或血流異常。這些病理性雜音應該由醫師評估。
心雜音最常用產生的時間做分類，分為收縮期心雜音和舒張期心臟雜音，但持續出現的雜音就無法直接分類。

## 分類
心雜音可以用七個特質分類：時間、波形、位置、傳播(radiation)、強度、音調(pitch)、特質(quality)。
- 時間：指收縮期心雜音和舒張期心臟雜音。
- 波形：表示隨時間的強度變化，可分為漸強形(crescendo)、漸弱形(Decrescendo)和漸強漸弱形心雜音(crescendo-decrescendo murmurs)。漸強漸弱形心雜音又稱為鑽石形或風箏形。
- 位置：指心雜音最大的位置。胸腔前壁有四個位置可以聽到心雜音，每個位置大致對應到一個心臟構造：
  - 主動脈區(Aortic region)——右第二肋間(2-RSB at right sternal border) 。
  - 肺區(Pulmonic region)——左第二肋間。
  - 三尖辦區(Tricuspid region)——左第四肋間(sternum low 1/3 )。
  - 二尖辦區(Mitral region)——心尖部(apex)，即左鎖骨中線和第五肋間。

- 傳播：指聲音傳播的方向，經驗法則為聲音往血流方向傳播。
- 強度：指心雜音的音量大小，可以依據Levine scale分為六個等級：[3][4]
  1. 很難聽得到，需要很集中注意力才可能聽得到。
  2. 雖然小聲但是聽診器聽診時可聽到。
  3. 大聲但沒有明顯的震顫(no palpable thrill)。[5]
  4. 大聲且有明顯的震顫。
  5. 夠大聲到只要將聽診器輕觸胸壁或稍微離開胸壁也可聽到。伴有明顯震顫。
  6. 大聲到即使聽診器離開胸壁也可直接聽到。伴有明顯震顫。
- 音調（頻率）：用聽診器的鐘面聽到的多為低頻音；而膜面多為高頻音。
- 特質(Quality)：指特殊的雜音如風吹聲、糙音、隆隆聲或音樂聲。